# Seninghem
Seninghem ist eine französische Gemeinde mit 686 Einwohnern (Stand: 1. Januar 2022) im Département Pas-de-Calais in der Region Hauts-de-France. Sie gehört zum Arrondissement  Saint-Omer und zum Kanton Lumbres.

## Geographie
Seninghem liegt etwa 30 Kilometer südsüdöstlich von Calais. Die Gemeinde gehört zum Regionalen Naturpark Caps et Marais d’Opale.
Umgeben wird Seninghem von den Nachbargemeinden Bouvelinghem im Norden, Acquin-Westbécourt im Nordosten, Bayenghem-lès-Seninghem im Osten, Affringues im Südosten, Nielles-lès-Bléquin im Süden, Bléquin und Lottinghem im Südwesten, Quesques im Westen sowie Coulomby im Westen und Nordwesten.
Durch die Gemeinde führt die Route nationale 42.

## Bevölkerungsentwicklung
| Jahr                      | 1962 | 1968 | 1975 | 1982 | 1990 | 1999 | 2006 | 2013 |
| Einwohner                 | 462  | 455  | 467  | 445  | 508  | 519  | 555  | 698  |
| Quelle: Cassini und INSEE |      |      |      |      |      |      |      |      |

## Sehenswürdigkeiten
- Kirche Saint-Martin von 1619
- Kapellen Notre-Dame in Les Fièvres aus dem Jahre 1821 und in Les Ardents aus dem Jahre 1604

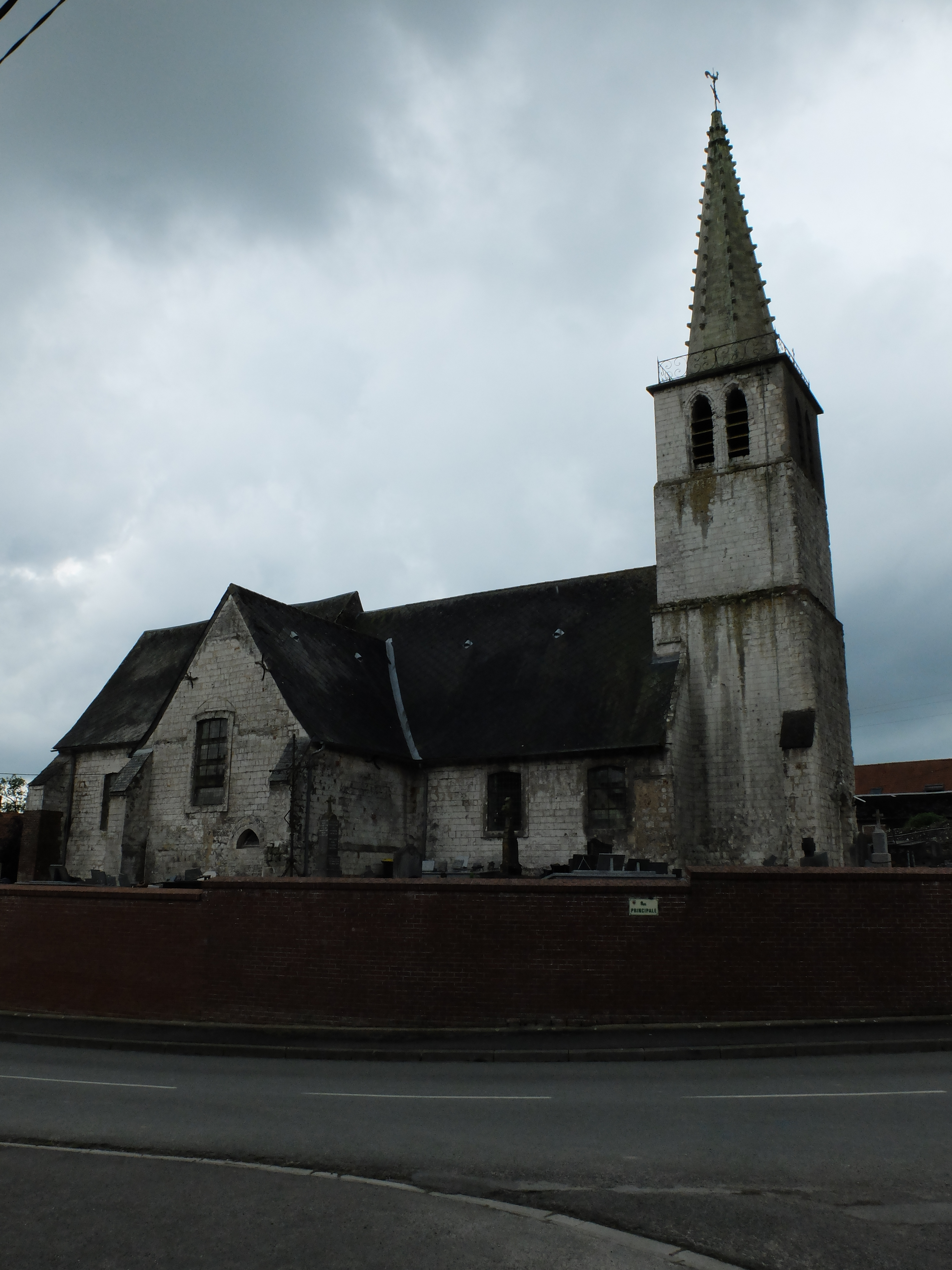
Kirche Saint-Martin

- Wallburg